# István Bittó
István Bittó, född 3 maj 1822 i Sárosfa, död 7 mars 1903 i Budapest, var en ungersk politiker. 
Bittó deltog i revolutionen 1848 och flydde efter kapitulationen i Világos 1849 till utlandet, men återkom 1851. Ifrån 1861 var han oavbrutet ledamot i ungerska deputeradekammaren, till vars vice president han valdes 1869–72. I juni 1871 inträdde han såsom justitieminister i Gyula Andrássys kabinett, men när denne samma år övertog ledningen av Österrike-Ungerns utrikespolitik och Menyhért Lónyay blev ungersk ministerpresident, drog sig Bittó tillbaka och utvecklade i de därpå följande stormiga parlamentsstriderna en inflytelserik verksamhet. Han blev ministerpresident den 25 mars 1874, men avgick redan 11 februari 1875, varefter han stod utanför partierna i riksdagen.